# Maderspach Ferenc
Maderspach Ferenc (Oravica, 1793. – Zsombolya, 1849. január 20.) magyar honvéd alezredes.

## Élete
Nemesi származású családba született. Édesapja, idősebb Maderspach Károly, német származású bányatanácsos, nyugalmazott főszázados. Testvére fiatalabb Maderspach Károly.

## A szabadságharc idején
1848 nyarától a határőrvidék területén álló Fehértemplom védelmét biztosította a szerb felkelők ellen. Augusztustól őrnagyi rangban Fehértemplom térparancsnoka lett. Októbertől a bánáti hadtest parancsnoka, december 1-jétől alezredes volt. Tüdőgyulladásban halt meg.